# Wagah
Wagah, (panyabi واگھ urdu: واہگہ), también transliterado Wagha, es un pueblo y una union council (UC 181) ubicado en la zona de Wahga cerca del distrito de la ciudad de Lahore, Pakistán . La ciudad es famosa por la ceremonia fronteriza de Wagah y también sirve como terminal de tránsito de mercancías y como estación de ferrocarril entre Pakistán y la India . Wahga está situado a 600 m al oeste de la frontera y se encuentra en la histórica Grand Trunk Road entre Lahore y Amritsar en India . La frontera se encuentra a 24 km (14,9 millas) de Lahore y a 32 km (19,9 millas) de Amritsar . Queda también a 3 km (1,9 millas) del del pueblo limítrofe de Attari, India . La ceremonia de Wagah, con la arriada de la bandera pakistaní, tiene lugar todas las tardes con la caidad del sol..

## Ceremonia fronteriza Wagah-Attari

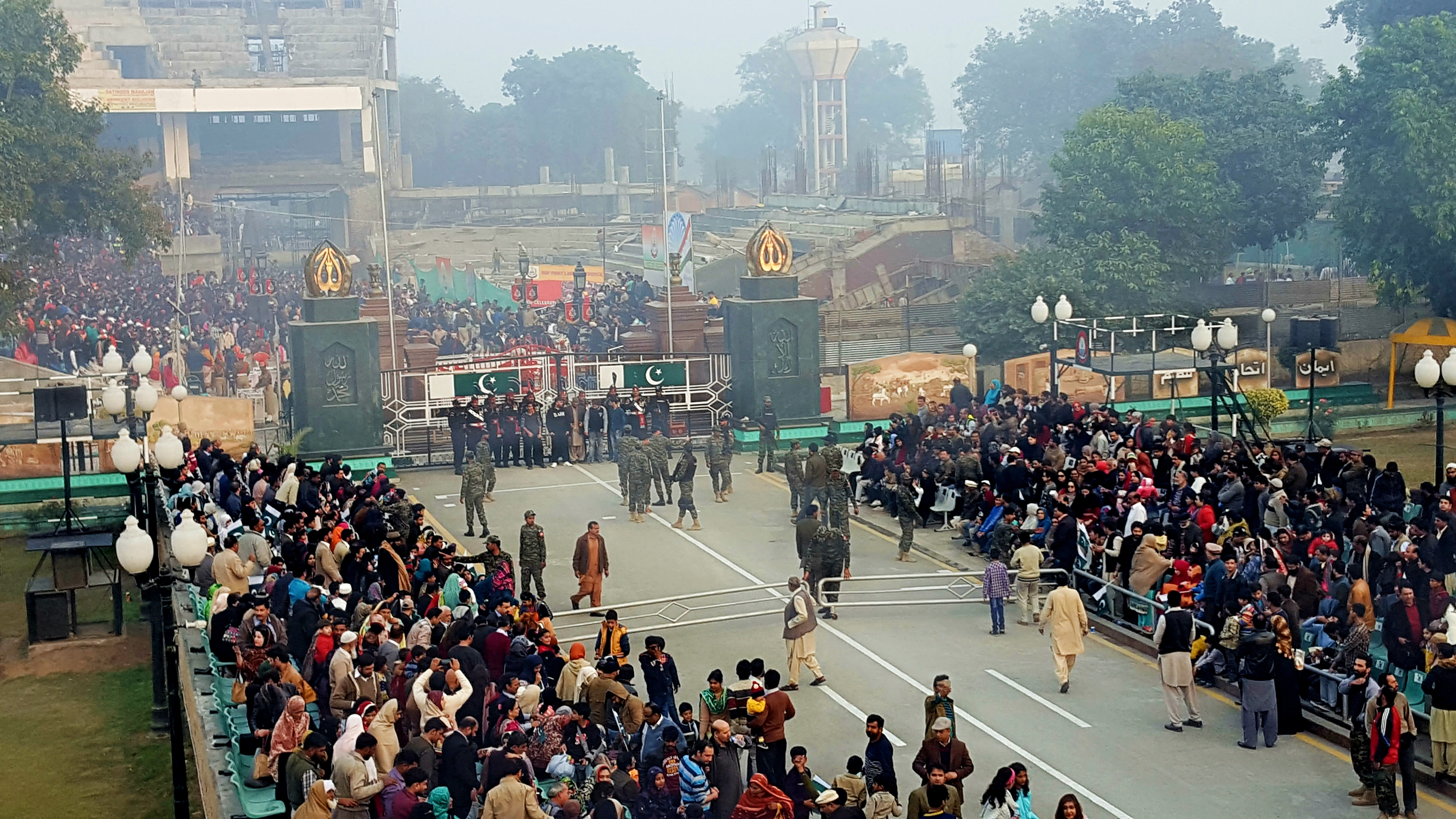
Ceremonia de la bandera en diciembre de 2016.

### Cruce fronterizo
El puesto fronterizo toma su nombre de la aldea de Wahga, cerca de la cual se trazó la Línea Radcliffe, la línea de demarcación fronteriza que divide India y Pakistán en la Partición de la India británica . En el momento de la independencia en 1947, los inmigrantes de India ingresaron a Pakistán a través de este cruce fronterizo y viceversa. La estación de tren de Wagah está a 400 m (1,300 pies) al sur y a 100 m (330 pies) de la frontera.

### Ceremonia de cruce de la frontera
La ceremonia fronteriza Wagah-Attari tiene lugar en la puerta fronteriza, dos horas antes de la puesta del sol todos los días. La ceremonia de la bandera está a cargo de los Rangers de Pakistán y la Fuerza de Seguridad Fronteriza de la India (BSF), similar a las ceremonias de arriada de bandera en el cruce fronterizo de Ganda Singh Wala / Hussainiwala y el cruce fronterizo de Mahavir / Sadqi International Parade Ground . Cada noche se lleva a cabo una ceremonia con desfile, conocida como la "ceremonia de Silly Walk", junto con la ceremonia de arriada de la bandera. La ceremonia comenzó en 1986 como un acuerdo de paz, aunque no hubo conflicto en ese momento. Otras naciones del Medio Oriente han adoptado ceremonias similares en los últimos años.[cita requerida]

## Bandera de wagah
En el territorio indío , en Attari, se eleva un mástil para su bandera de 360 pies (110 m), se dice que es el más alto de la India. Posteriormente, en agosto de 2017, se implantó un mástil de 400 pies (122 m) con la bandera paquistaní. Este mástil y su badera (de 120 por 80 pies) es el más alto del sur de Asia..

## Galería

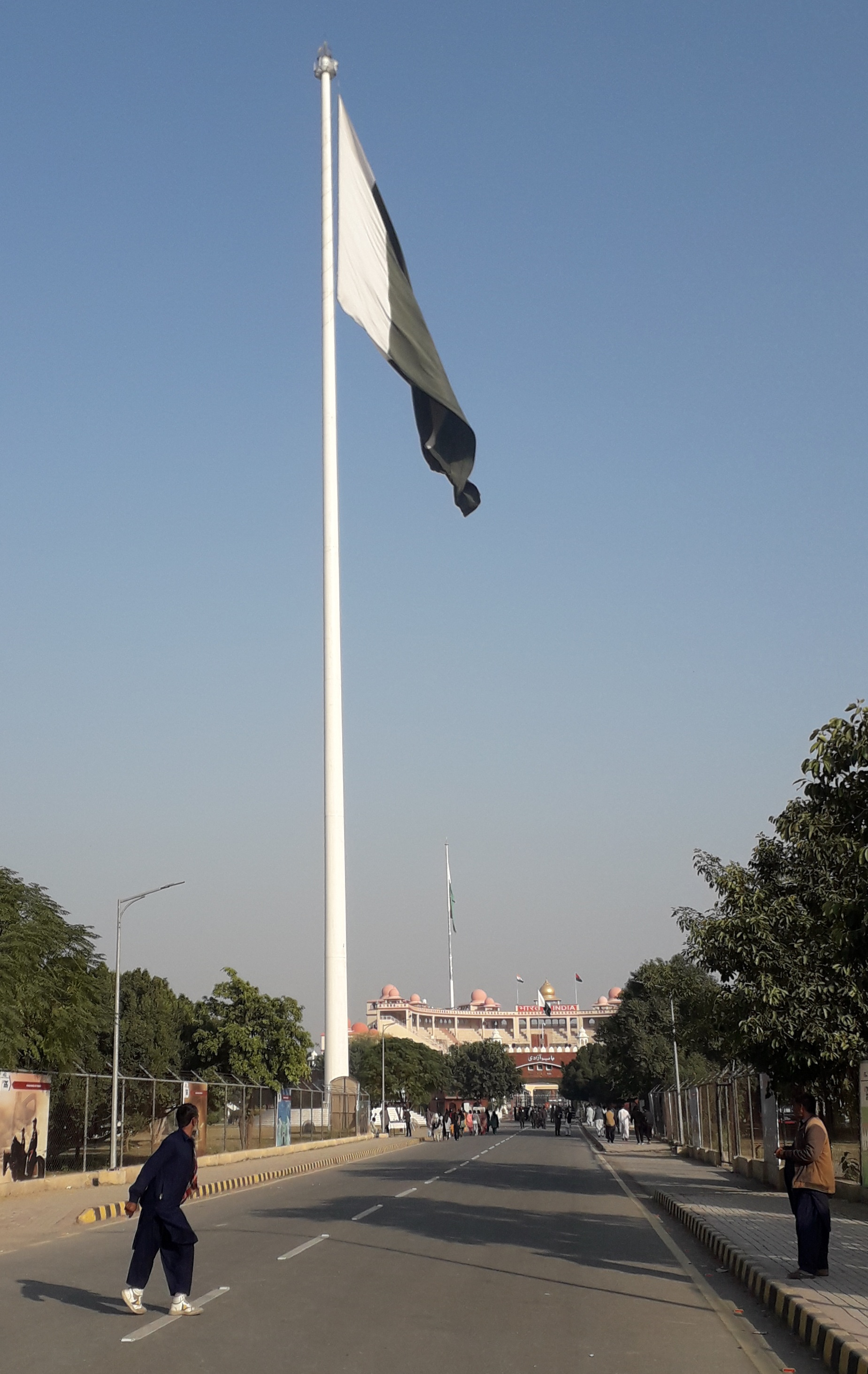
Bandera paquistaní de 122 m de altura en la frontera de Wagah
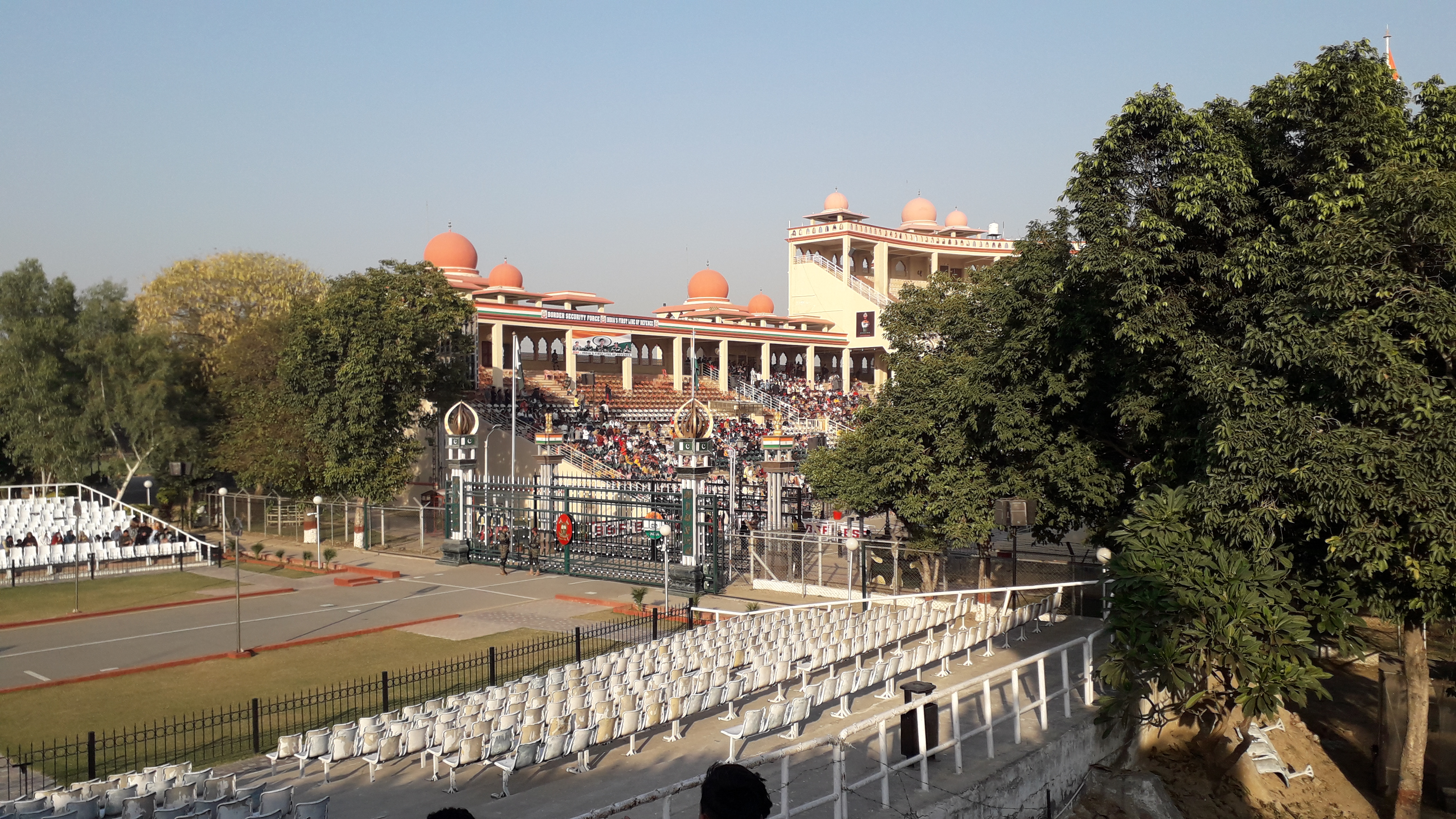
Gradas tipo estadio en el lado paquistaní de la frontera
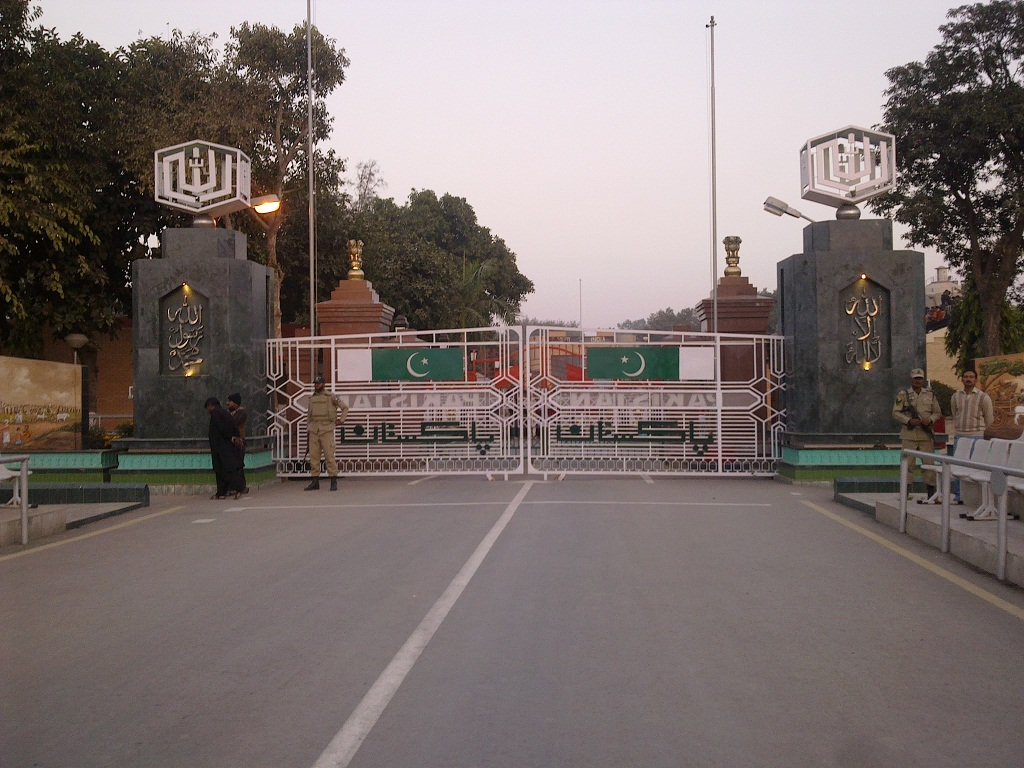
La puerta pakistaní en el puesto fronterizo
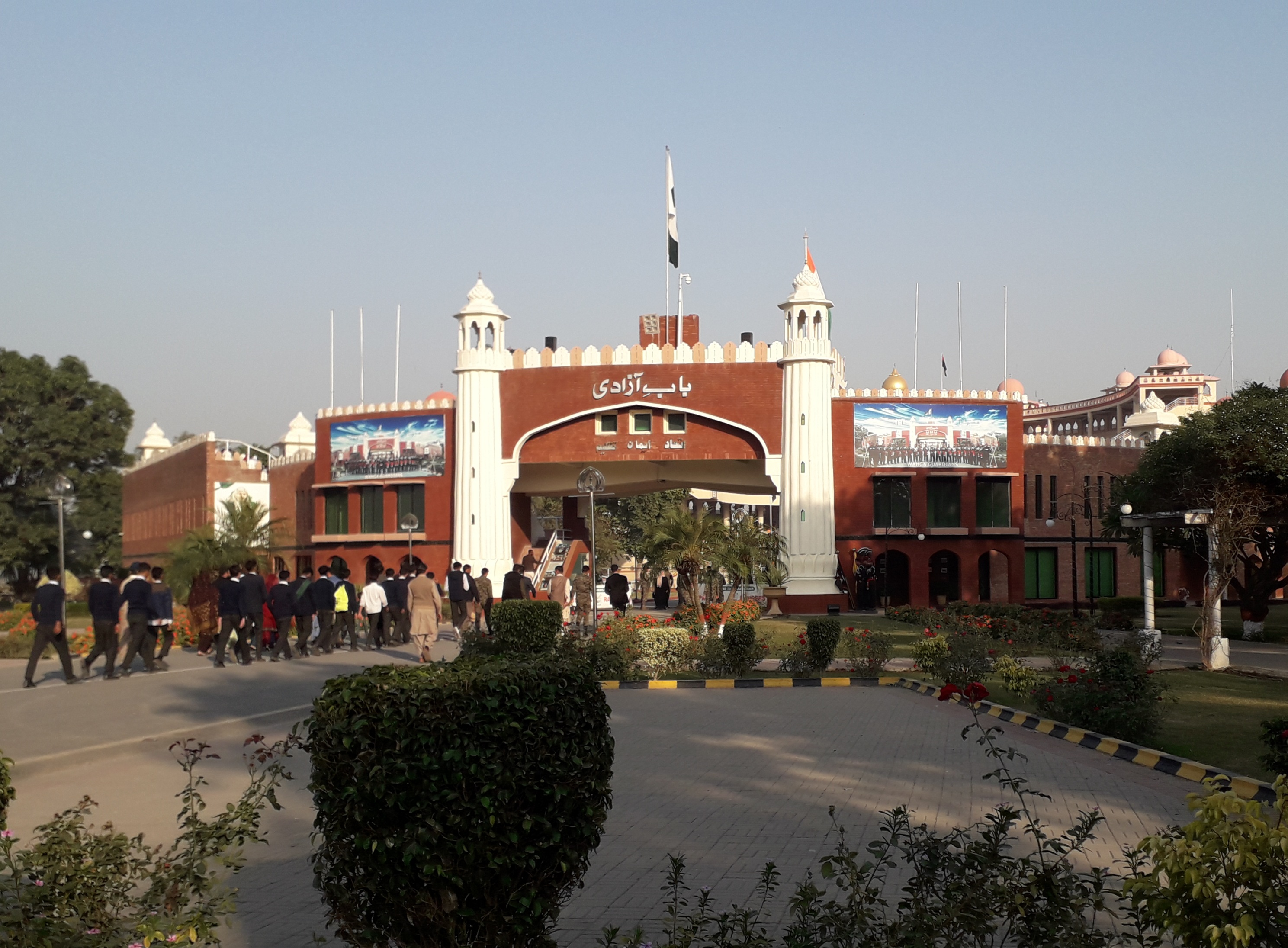
Bab-e-Azadi (Puerta de la Independencia) en el lado paquistaní de la frontera de Wagah
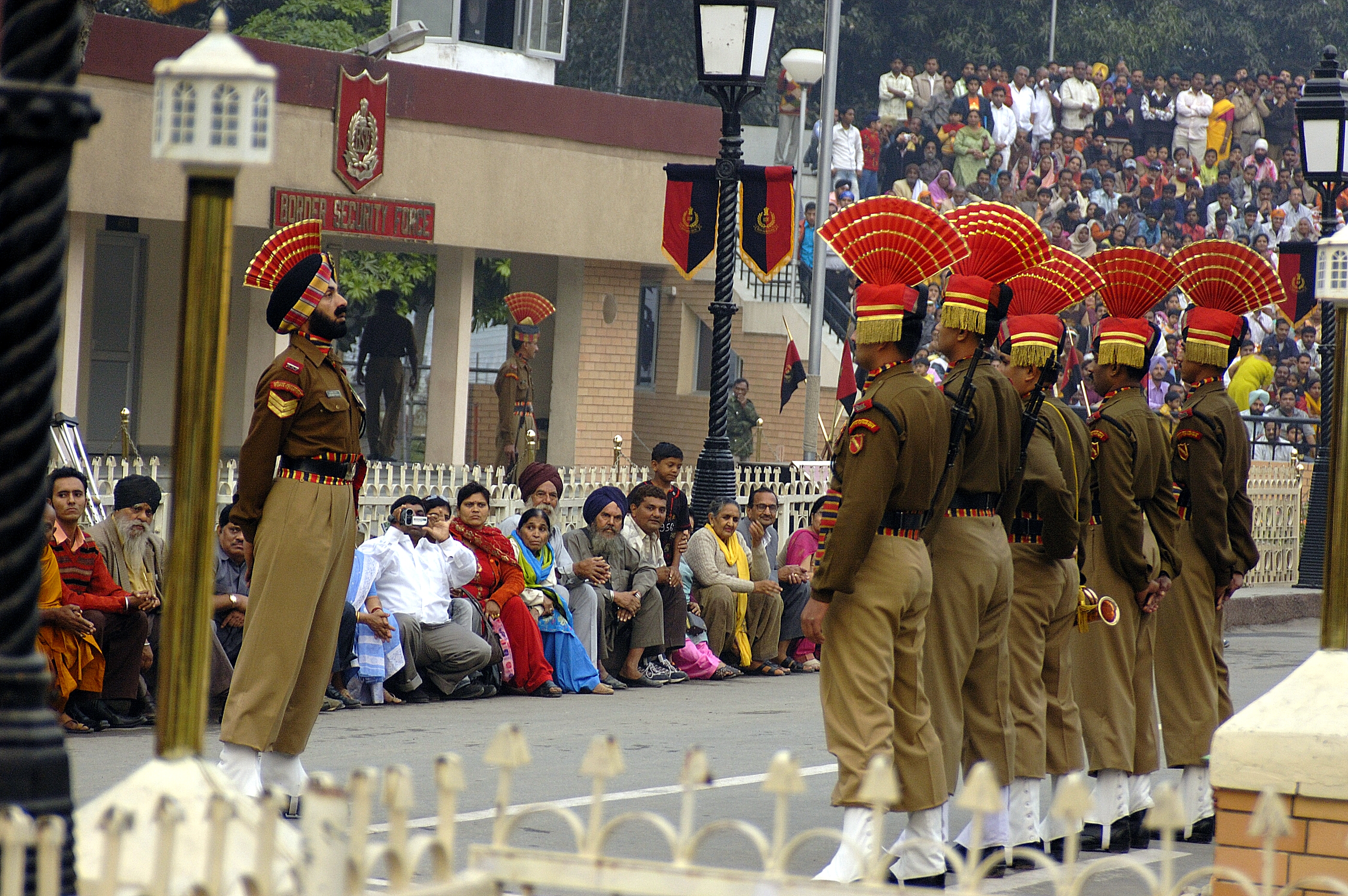
Fuerzas de Seguridad de la Frontera (BSF:) Border Security Forceindias en Wagah
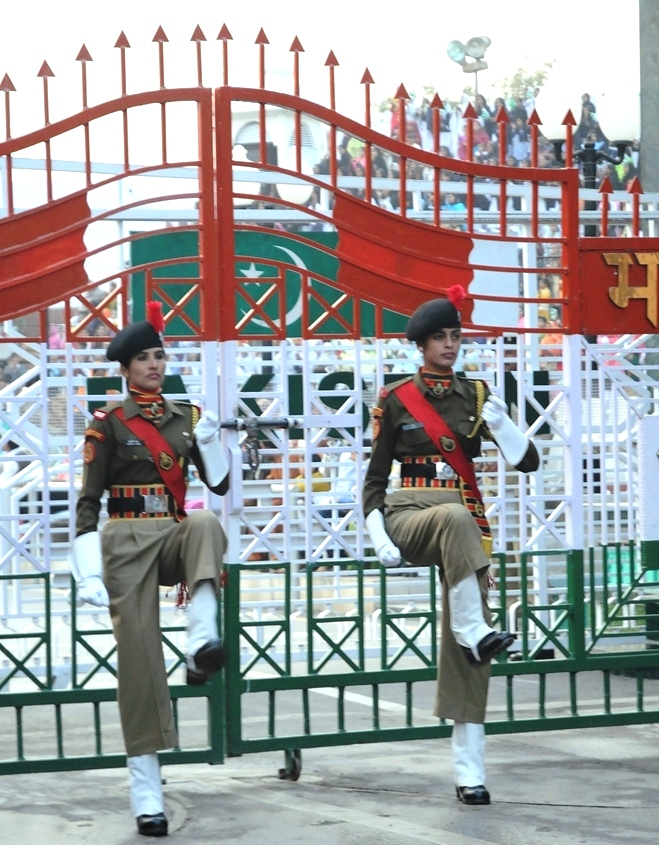
Personal femenino de las BSF indias
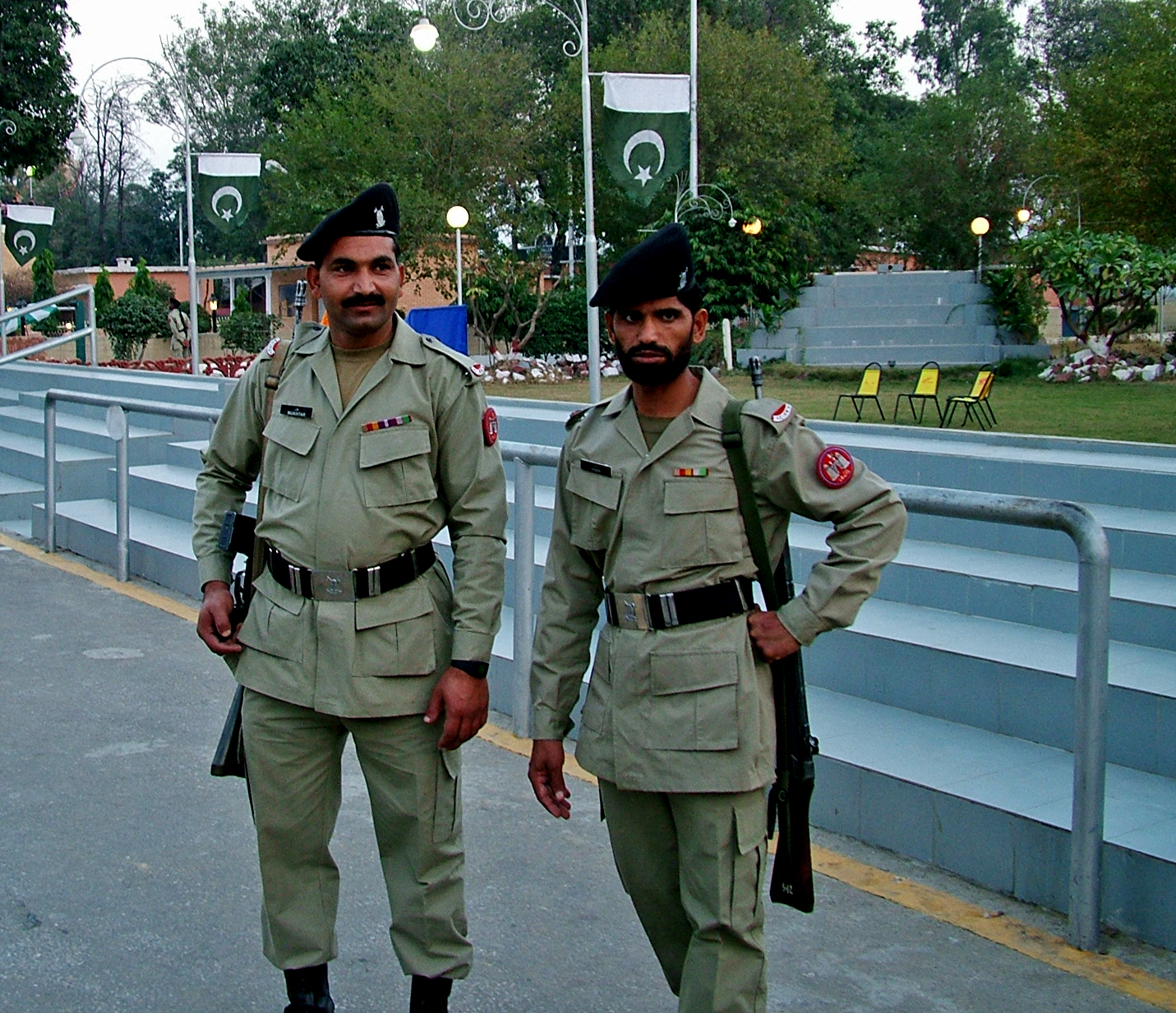
Rangers de Punjab en Waga
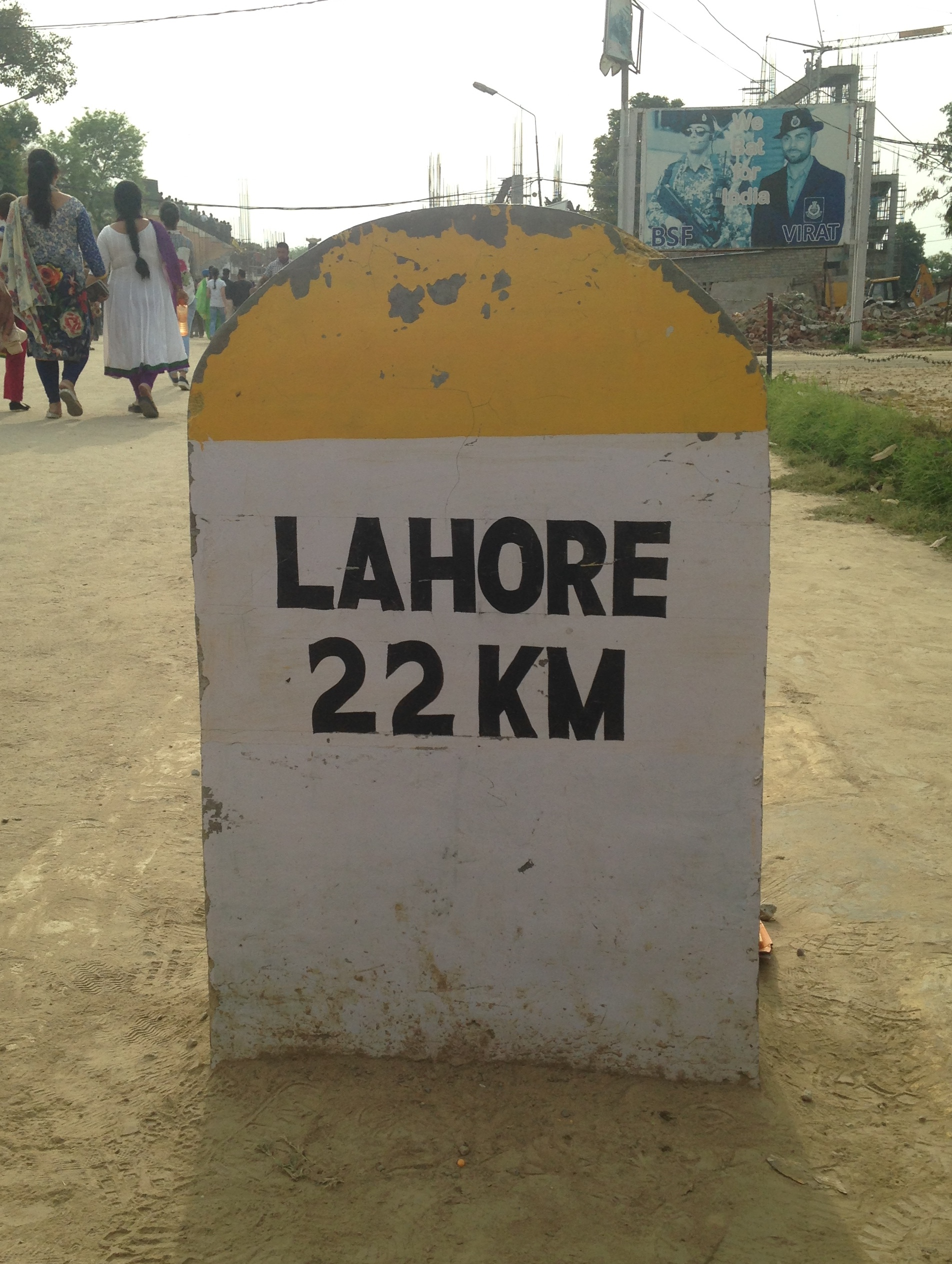
Hito cerca de la frontera de Wagah
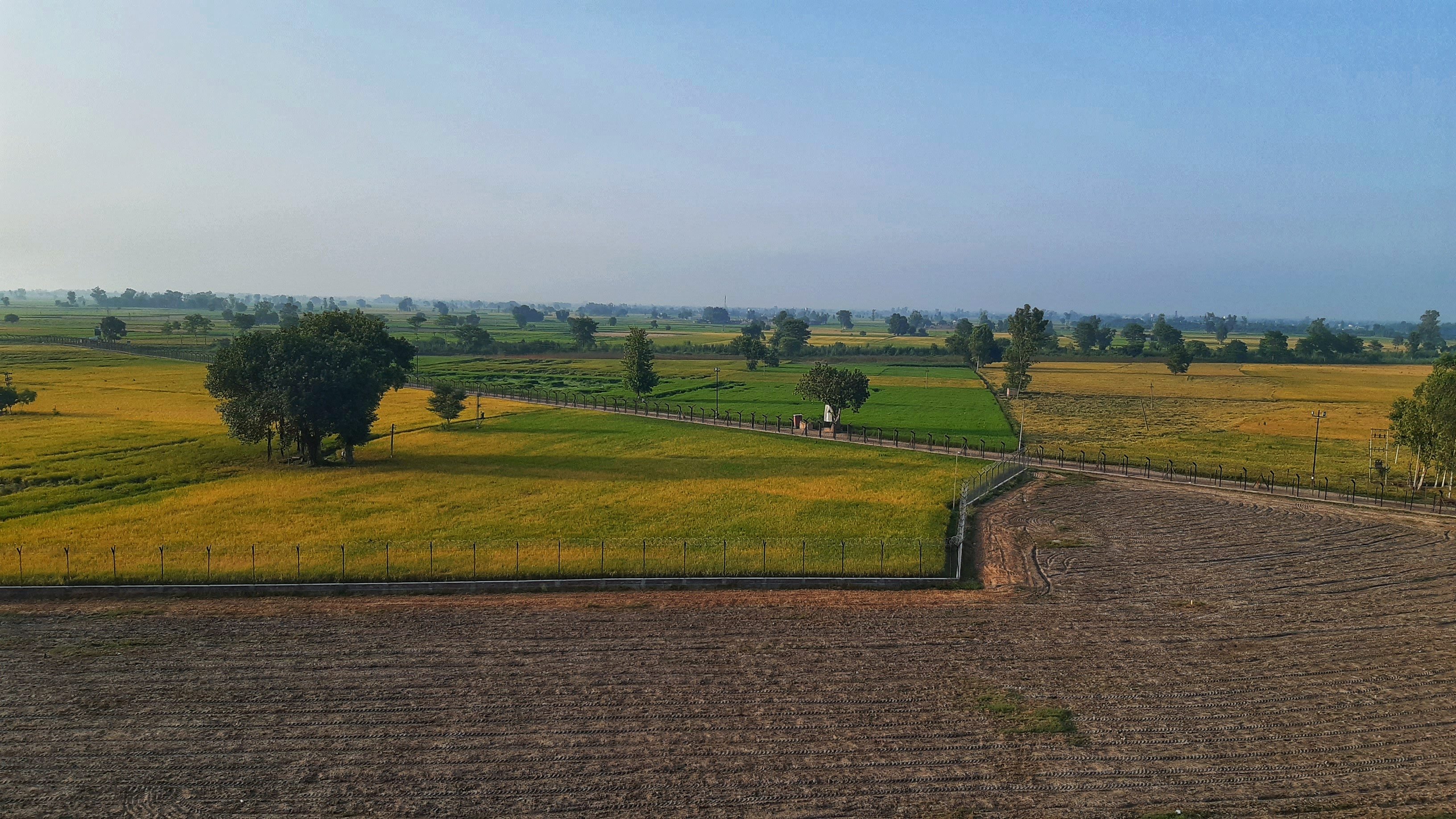
Campo de arroz cerca de la frontera de Wagah